# Eupholus schoenherrii
Eupholus schoenherri és una espècie de coleòpter de la família Curculionidae.
Pot assolir una longitud d'aproximadament 25–31 mil·límetres (0.98–1.22 inch). El color bàsic d'aquesta espècie és bastant variable. Normalment és metàl·lic blau-verd, amb algunes bandes negres transversals al llarg dels èlitrs. Les cames són blau brillant. El blau-el color verd deriva d'escates molt petites. La part superior de rostrum i el final de les antenes es negre. Es troba a Nova Guinea
El nom d'espècie honra l'entomòleg suec Carl Johan Schönherr.